# Liste der Monuments historiques in Uxegney
Die Liste der Monuments historiques in Uxegney führt die Monuments historiques in der französischen Gemeinde Uxegney auf.

## Liste der Immobilien
| Bezeichnung         | Beschreibung | Standort                     | Kennzeichnung | Schutzstatus | Datum | Bild           |
| ------------------- | --- | ---------------------------- | ------------- | ------------ | ----- | -------------- |
| Fort d’Uxegney      | Befestigungsanlage im Système Séré de Rivières; von 1882 bis 1884 erbaut, mehrfach verstärkt, 1960 außer Betrieb genommen, heute Museum; einschließlich der Geschützstellung südlich des Forts | nordöstlich des Ortes (Lage) | PA88000035    | Inscrit      | 2002  | weitere Bilder |
| Fort de Bois l’Abbé | Befestigungsanlage im Système Séré de Rivières; von 1883 bis 1883 erbaut, nicht modernisiert, heute Museum                                                                                     | nordöstlich des Ortes (Lage) | PA88000034    | Inscrit      | 2002  | weitere Bilder |

## Liste der Objekte
| Bezeichnung | Beschreibung                          | Standort                        | Kennzeichnung | Schutzstatus | Datum | Bild |
| ----------- | ------------------------------------- | ------------------------------- | ------------- | ------------ | ----- | ---- |
| Kruzifix    | Holz, farbig gefasst, 16. Jahrhundert | in der Kirche St-Romaric (Lage) | PM88000941    | Classé       | 1965  |      |
| Kanzel      | Holz, 17. Jahrhundert                 | in der Kirche St-Romaric (Lage) | PM88000940    | Classé       | 1912  |      |